# Хворощевка
Хворощевка — село в Скопинском районе Рязанской области России, в 123 километрах от Рязани. Входит в состав Павелецкого городского поселения.

## История

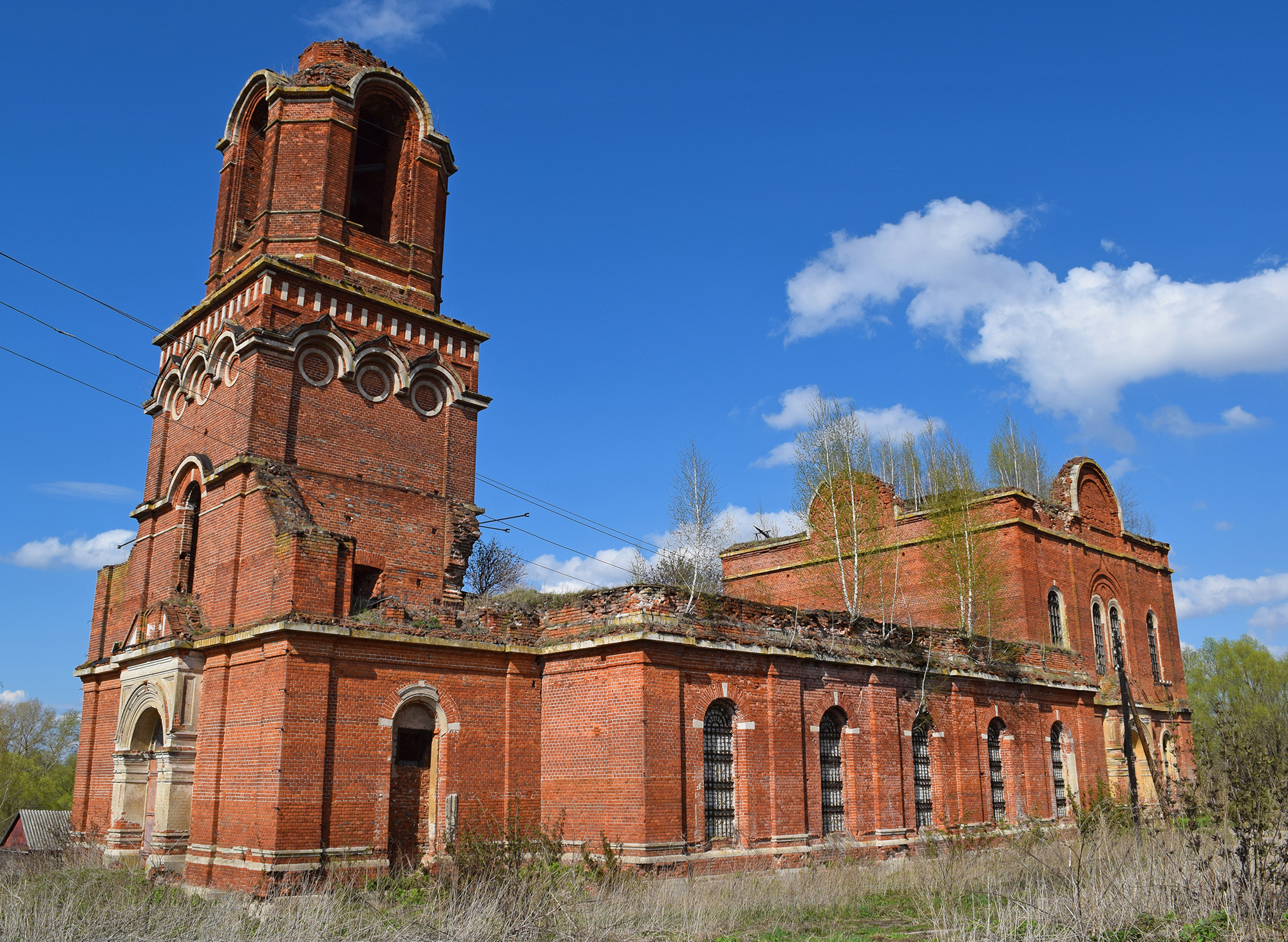
Церковь Дмитрия Солунского в Хворощёвке

Хворощевка в качестве нового поселка Хворощевского упоминается в переписных Ряжских книгах 1646 года, где в том же починке показано 27 крестьянских дворов. В окладных книгах 1676 года Хворощевка значится уже селом с церковью святого мученика Димитрия Солунского, которая построена и освящена в 1674 году, а приход выселился тутошних окольных сел из старых приходов. При новопостроенной церкви церковной пашни было 10 четвертей в поле, сенных покосов 100 копен. В приходе в ней состояло 57 дворов крестьянских, 5 бобыльских. В 1734 году в селе Хворощевке в причте показано 2 попа, дьячок и пономарь, пахотной земли 12 четвертей, а сена только на 30 копен и 83 приходских двора. 100 лет спустя после построения первой церкви, в 1763 году поставлена была новая, сгоревшая в 1846 году. Вместо неё в 1847 году была построена Дмитриевская деревянная церковь и освящена в 1848 году. Трапезная церковь Дмитрия Солунского в селе Хворощёвке построена и освящена священником Василием Волковым в 1894 году. 
В XIX — начале XX века село входило в состав Затворниковской волости Скопинского уезда Рязанской губернии. В 1906 году в селе было 410 дворов.
С 1929 года село являлось центром Хворощевского сельсовета Горловского района Рязанского округа Московской области, с 1937 года — в составе Рязанской области, с 1959 года — в составе Скопинского района, с 2005 года — в составе Павелецкого городского поселения.

## Население
| 1859 | 1897  | 1906  | 2010 | 2023 |
| ---- | ----- | ----- | ---- | ---- |
| 1845 | ↗2496 | ↗3194 | ↘20  | ↘15  |

## Достопримечательности
- Церковь Дмитрия Солунского[8].

## Люди, связанные с селом
- Гришин, Иван Тимофеевич (1911—1985) — советский партийный и государственный деятель, дипломат, заместитель министра внешней торговли СССР (1959—1985).
- Жеребцов, Петр Николаевич (1922—2002), полный кавалер ордена Славы. Почётный гражданин г. Ступино.
- Зыкин, Иван Сергеевич (род. 1930). В 1954—1990 годах — бригадир-монтажник ступинского СМУ № 3. Награждён орденом Трудового Красного Знамени. Почётный гражданин г. Ступино.
- Крючков, Иван Константинович (1912—1985), гвардии старший сержант, командир взвода 92-й гвардейской отдельной разведывательной роты, Герой Советского Союза.
- Самоваров, Василий Иванович (1922—1974), старший лейтенант, командир роты 3-й танковой бригады, Герой Советского Союза[9].